# Антоновичі (Чернігівський район)
Антоно́вичі — село в Україні, у Михайло-Коцюбинській селищній громаді Чернігівського району Чернігівської області. Входить до складу Михайло-Коцюбинської селищної громади.
Населення становить 230 осіб.

## Історія
Сергій Горобець у своїй праці зазначає, що село виникло на землях, що належали любецьким боярам Антоновичам, тож назва, очевидно, походить від прізвища засновників. Антоновичам належала земля Погариська і Олексіївська, відома з 1571 р., де пізніше і виникло село. Перша письмова згадка – у 1643 р., коли «зафіксовано зиск від Заріцького на Данича про наслання на хутір Антоновський під Антоновичами». Пізніше хутір Антоновський з’єднався з селом. Поряд з Антоновичами знаходилася Тупичівка, територія якої зараз знаходиться у складі с.Антоновичі. У селі мешкав козацький рід Тупиць, серез яких був отаман куреня Порецького Любецької сотні Логвин Тупиця.
За даними на 1859 рік:
- у власницькому селі Антоновичі (Антонівка, Подольського) Чернігівського повіту Чернігівської губернії мешкало 283 особи (125 чоловічої статі та 158 — жіночої), налічувалось 41 дворове господарство, існував винокурний завод[4].
- у козацькому селі Антоновичі (Антонівка, Тупичівка) мешкало 180 осіб (87 чоловічої статі та 93 — жіночої), налічувалось 25 дворових господарств, існувала сільська розправа[5].

Станом на 1886 у колишньому державному й власницьке селі Антонівської волості мешкало 636 осіб, налічувалось 116 дворових господарств, існували цегельний, маслобійний, пивоварний і винокурний заводи.
За переписом 1897 року кількість мешканців зросла до 943 осіб (475 чоловічої статі та 468 — жіночої), з яких 920 — православної віри.

## Топоніми
- кутки — Тарасовщина, Красний Хутор, Тупичівка, Бруйовщина, Призовцина, Конончуківщина, Колесники, Кулагівщина, Білановщина, Черненкова;
- урочища — Рим перший, Рим другий, Курганки, Саморелін круг;
- гора — Шокурова[8].